# غاز شرق المتوسط المصرية
شركة غاز شرق المتوسط East Mediterranean Gas - EMG، هي شركة مشتركة تأسست في سنة 2000. الشركة أسسها وكان يرأسها حسين سالم. وبعد عملية مقاصة غير واضحة المعالم في عام 2008، أعلن حسين سالم أنه باع كل حصته لشركة طاقة تايلندية پي تي تي ورجل أعمال إسرائيلي أمريكي سام زل. ويرأس الشركة حالياً محمد إبراهيم الطويلة.
تملكها الهيئة العامة للبترول المصرية بنسبة (68.4%), والشركة الإسرائيلية الخاصة مرحاڤ بنسبة (25%) وشركة أمپال-إسرائيل الأمريكية. بنسبة (6.6%). الشركتان الأخيرتان يملكهما رجل الأعمال الإسرائيلي يوسف مايمان، ضابط المخابرات السابق في الموساد. الشركة تزاول نشاطها في منطقة حرة خاصة بالإسكندرية.
مصادر أخرى تعطي قائمة مختلفة من الشركاء: كولتكس (جزر ڤرجين البريطانية) 10%، الشركة المصرية القابضة للغاز الطبيعي 10%، خط أنابيب الشرق الأوسط (هولندا) 20%، حسين سالم 20%، غاز الشرق الأوسط (جزر العذراء البريطانية) 20% وفورداس پرنامانيان 20%.
وقد حصلت هذه الشركة على حقوق تصدير الغاز الطبيعي من مصر إلى إسرائيل والأماكن الأخرى في المنطقة عبر خط أنابيب تحت الماء من العريش إلى عسقلان. هذا الخط سيزود شركة إسرائيل للكهرباء (IEC) بكمية 1.7 كم³ من الغاز في السنة، لمدة 15 سنة.
الشركة أيضاً بدأت في إنشاء خطوط أنابيب من المواني المصرية المختلفة بغرض تصدير الغاز الطبيعي. كما حصلت الشركة على حق اقامة وحدات إسالة الغاز.
إمدادات الغاز كان من المفترض أن تبدأ في النصف الأول من عام 2007 إلا أن الغاز بدأ في التدفق إلى عسقلان في الأسبوع الثالث من فبراير 2008.
وفي 23 فبراير 2011، صرح المهندس محمد إبراهيم طويلة، رئيس شركة غاز شرق المتوسط «إى. إم. جى»، صاحبة امتياز تصدير الغاز المصري إلى إسرائيل، إنه لم يقدم استقالته من الشركة، وما زال يؤدى عمله حتى الآن، مؤكداً في تصريحات لـ«المصري اليوم» أن رجل الأعمال المصري حسين سالم، لم تعد له أي صلة بالشركة، بعد أن باع حصته فيها إلى شركة «پي تي تي» التايلاندية، ورجل الأعمال الإسرائيلي الأمريكي سام زل في فبراير 2008.
وتابع طويلة أن هيكل ملكية الشركة الآن موزع بين شركة پي تي تي المملوكة للحكومة التايلاندية، ورجل الأعمال الأمريكي سام زيل، فيما يملك الشريك الإسرائيلى 25% موزعة على شركتى «مرحاب»، و«مرحاب إنتل» الإسرائيليتين، بينما تمتلك الهيئة العامة للبترول نسبة الـ10% المتبقية.
في 20 مارس 2011 صرح عبد الله غراب وزير البترول المصري أن مفاوضات تجرى لتعديل اتفاقيات الغاز خاصة تلك الموقع مع إسرائيل لرفع السعر. وقال أن الحملات الإعلامية والفرض الجماهيري لتصدير الغاز يعتبران سندا للمفاوض المصري للحصول على أفضل المزايا لمصر. في اليوم التالي صرح نمرود نوفيك النائب الأول لرئيس شركة مرهاڤ أن الشركة لن توافق على تعديل بنود عقدها مع إسرائيل، وأنه تم تعديل العقد مع مصر في 2009 وأدرجت فيه الآلية الدقيقة والجدول الزمني والمعايير والإجراءات المتعلقة بالمفاوضات حول السعر ولا تتوافر هذه الشروط في الوقت الراهن وأنه يتوقع أن يحترم كلا الطرفين هذا العقد.

## وصلات خارجية
- الموقع الرسمي للشركة